# Rotavský tunel
Rotavský tunel je železniční tunel na katastrálním území Studenec u Oloví na úseku regionální dráhy 145 Sokolov–Kraslice mezi stanicí Oloví a dopravnou Rotava v km 14,771–14,948.

## Historie
Železniční trať byla postavena společností Buštěhradské dráhy jako jeden z posledních úseků regionální dráhy této společnosti. Povolení k výstavbě bylo vydáno 30. října 1873. Provoz byl zahájen 1. června 1876 na úseku dlouhém 21 km z Falknova do Dolních Kraslic (dnešní zastávka Kraslice předměstí). Na trati byl firmou Schön & Wesely vyražen jeden tunel a postaveno šest mostů. V období od srpna do září 2015 byl tunel opraven firmou Raeder & Falge.

## Popis
Jednokolejný tunel se nachází na trati Sokolov–Kraslice st. hr. Trať je vedena údolím řeky Svatavy. Samotná řeka byla několikrát přeložena, nejdelší přeložka (dlouhá 1000 m) byla pod Hartenbergem. Tunel byl vyražen v úseku mezi Olovím a Anenským údolím ve výběžku skály vrchu Za Studencem (677 m n. m.), který obtéká řeka Svatava, je v nadmořské výšce 470 m a měří 176,7 m. Tunel a portály mají kamennou obezdívku. Jižní (vjezdový) portál a část tunelu leží v levotočivém oblouku o poloměru 200 m, následuje přímý směr a výjezd je opět v levotočivém oblouku o poloměru 200 m. V tunelu jsou dva záchranné výklenky.